# Сан-Леучіо-дель-Санніо
Сан-Леучіо-дель-Санніо (італ. San Leucio del Sannio) — муніципалітет в Італії, у регіоні Кампанія,  провінція Беневенто.
Сан-Леучіо-дель-Санніо розташований на відстані близько 220 км на південний схід від Рима, 55 км на північний схід від Неаполя, 6 км на південь від Беневенто.
Населення — 3139 осіб (2014).
Щорічний фестиваль відбувається 11 січня та 10 серпня. Покровитель — San Leucio d'Alessandria.

## Демографія
Населення за роками:

Станом на 1 січня 2023 року в муніципалітеті офіційно проживали 63 іноземці з 14 країн, серед них 25 громадян країн Євросоюзу та 11 громадян України.

## Сусідні муніципалітети
- Аполлоза
- Беневенто
- Чеппалоні
- Сант'Анджело-а-Куполо